# Brachysema subcordatum
Brachysema subcordatum är en ärtväxtart som beskrevs av George Bentham. Brachysema subcordatum ingår i släktet Brachysema och familjen ärtväxter. Inga underarter finns listade i Catalogue of Life.